# 이도 (가수)
이도(본명: 김건학(金建學), 1997년 7월 26일 ~ )은 대한민국의 가수다. 보이 그룹 원어스의 일원으로 포지션은 메인래퍼, 서브보컬이다.
신체 사이즈는 키 178.5cm, 몸무게 67kg, 발사이즈 265~270mm, 혈액형 AB형이다.